# Петков, Петко (шахматист)
Петко Андонов Петков (27 февраля 1942, Добрич — 11 августа 2024) — болгарский шахматный композитор; гроссмейстер (1984) и арбитр (1972) по шахматной композиции. Главный редактор журнала «Шахматна мисыл» (с 1982). Журналист, юрист. 
Первая задача увидела свет в 1956 году в газете «Пионерская правда». С 1957 года начал публиковаться в болгарском журнале Шахматна мисъл. Всего опубликовал свыше 6 тысяч задач, преимущественно двух- и трёхходовки, а также задачи на обратный и кооперативный мат. На конкурсах удостоен свыше 2400 отличий. Сторонник многофазных двухходовок и логико-стратегического направления в трёхходовке. Один из ведущих проблемистов в жанре обратных матов. По количеству опубликованных задач является рекордсменом, далеко опережая Эрнеста Погосянца (1727), Анри Ринка (1670) и Ладислава Прокеша (1159). Рейтинг в Альбомах ФИДЕ на 28 мая 2024 года — 524,75 балла — намного выше, чем у таких композиторов, как Мишель Кайо (429,98), Михаил Марандюк (366,23) и Александр Кузовков (295,67).
Умер 11 августа 2024 года в возрасте 82 лет.

## Задачи
|   | a | b | c | d | e | f | g | h |   |
| - | --- | --- | --- | --- | --- | --- | --- | --- | - |
| 8 | a8 белый король · e8 белая ладья · b7 чёрный конь · b6 чёрный слон · c6 белый конь · e6 белый ферзь · f6 белая пешка · a5 чёрный конь · g5 чёрная ладья · h5 чёрная пешка · f4 чёрный король · h4 белый слон · b3 белый конь · h3 белая пешка · d2 белая пешка · e2 белый слон · b1 чёрный слон | a8 белый король · e8 белая ладья · b7 чёрный конь · b6 чёрный слон · c6 белый конь · e6 белый ферзь · f6 белая пешка · a5 чёрный конь · g5 чёрная ладья · h5 чёрная пешка · f4 чёрный король · h4 белый слон · b3 белый конь · h3 белая пешка · d2 белая пешка · e2 белый слон · b1 чёрный слон | a8 белый король · e8 белая ладья · b7 чёрный конь · b6 чёрный слон · c6 белый конь · e6 белый ферзь · f6 белая пешка · a5 чёрный конь · g5 чёрная ладья · h5 чёрная пешка · f4 чёрный король · h4 белый слон · b3 белый конь · h3 белая пешка · d2 белая пешка · e2 белый слон · b1 чёрный слон | a8 белый король · e8 белая ладья · b7 чёрный конь · b6 чёрный слон · c6 белый конь · e6 белый ферзь · f6 белая пешка · a5 чёрный конь · g5 чёрная ладья · h5 чёрная пешка · f4 чёрный король · h4 белый слон · b3 белый конь · h3 белая пешка · d2 белая пешка · e2 белый слон · b1 чёрный слон | a8 белый король · e8 белая ладья · b7 чёрный конь · b6 чёрный слон · c6 белый конь · e6 белый ферзь · f6 белая пешка · a5 чёрный конь · g5 чёрная ладья · h5 чёрная пешка · f4 чёрный король · h4 белый слон · b3 белый конь · h3 белая пешка · d2 белая пешка · e2 белый слон · b1 чёрный слон | a8 белый король · e8 белая ладья · b7 чёрный конь · b6 чёрный слон · c6 белый конь · e6 белый ферзь · f6 белая пешка · a5 чёрный конь · g5 чёрная ладья · h5 чёрная пешка · f4 чёрный король · h4 белый слон · b3 белый конь · h3 белая пешка · d2 белая пешка · e2 белый слон · b1 чёрный слон | a8 белый король · e8 белая ладья · b7 чёрный конь · b6 чёрный слон · c6 белый конь · e6 белый ферзь · f6 белая пешка · a5 чёрный конь · g5 чёрная ладья · h5 чёрная пешка · f4 чёрный король · h4 белый слон · b3 белый конь · h3 белая пешка · d2 белая пешка · e2 белый слон · b1 чёрный слон | a8 белый король · e8 белая ладья · b7 чёрный конь · b6 чёрный слон · c6 белый конь · e6 белый ферзь · f6 белая пешка · a5 чёрный конь · g5 чёрная ладья · h5 чёрная пешка · f4 чёрный король · h4 белый слон · b3 белый конь · h3 белая пешка · d2 белая пешка · e2 белый слон · b1 чёрный слон | 8 |
| 7 | a8 белый король · e8 белая ладья · b7 чёрный конь · b6 чёрный слон · c6 белый конь · e6 белый ферзь · f6 белая пешка · a5 чёрный конь · g5 чёрная ладья · h5 чёрная пешка · f4 чёрный король · h4 белый слон · b3 белый конь · h3 белая пешка · d2 белая пешка · e2 белый слон · b1 чёрный слон | a8 белый король · e8 белая ладья · b7 чёрный конь · b6 чёрный слон · c6 белый конь · e6 белый ферзь · f6 белая пешка · a5 чёрный конь · g5 чёрная ладья · h5 чёрная пешка · f4 чёрный король · h4 белый слон · b3 белый конь · h3 белая пешка · d2 белая пешка · e2 белый слон · b1 чёрный слон | a8 белый король · e8 белая ладья · b7 чёрный конь · b6 чёрный слон · c6 белый конь · e6 белый ферзь · f6 белая пешка · a5 чёрный конь · g5 чёрная ладья · h5 чёрная пешка · f4 чёрный король · h4 белый слон · b3 белый конь · h3 белая пешка · d2 белая пешка · e2 белый слон · b1 чёрный слон | a8 белый король · e8 белая ладья · b7 чёрный конь · b6 чёрный слон · c6 белый конь · e6 белый ферзь · f6 белая пешка · a5 чёрный конь · g5 чёрная ладья · h5 чёрная пешка · f4 чёрный король · h4 белый слон · b3 белый конь · h3 белая пешка · d2 белая пешка · e2 белый слон · b1 чёрный слон | a8 белый король · e8 белая ладья · b7 чёрный конь · b6 чёрный слон · c6 белый конь · e6 белый ферзь · f6 белая пешка · a5 чёрный конь · g5 чёрная ладья · h5 чёрная пешка · f4 чёрный король · h4 белый слон · b3 белый конь · h3 белая пешка · d2 белая пешка · e2 белый слон · b1 чёрный слон | a8 белый король · e8 белая ладья · b7 чёрный конь · b6 чёрный слон · c6 белый конь · e6 белый ферзь · f6 белая пешка · a5 чёрный конь · g5 чёрная ладья · h5 чёрная пешка · f4 чёрный король · h4 белый слон · b3 белый конь · h3 белая пешка · d2 белая пешка · e2 белый слон · b1 чёрный слон | a8 белый король · e8 белая ладья · b7 чёрный конь · b6 чёрный слон · c6 белый конь · e6 белый ферзь · f6 белая пешка · a5 чёрный конь · g5 чёрная ладья · h5 чёрная пешка · f4 чёрный король · h4 белый слон · b3 белый конь · h3 белая пешка · d2 белая пешка · e2 белый слон · b1 чёрный слон | a8 белый король · e8 белая ладья · b7 чёрный конь · b6 чёрный слон · c6 белый конь · e6 белый ферзь · f6 белая пешка · a5 чёрный конь · g5 чёрная ладья · h5 чёрная пешка · f4 чёрный король · h4 белый слон · b3 белый конь · h3 белая пешка · d2 белая пешка · e2 белый слон · b1 чёрный слон | 7 |
| 6 | a8 белый король · e8 белая ладья · b7 чёрный конь · b6 чёрный слон · c6 белый конь · e6 белый ферзь · f6 белая пешка · a5 чёрный конь · g5 чёрная ладья · h5 чёрная пешка · f4 чёрный король · h4 белый слон · b3 белый конь · h3 белая пешка · d2 белая пешка · e2 белый слон · b1 чёрный слон | a8 белый король · e8 белая ладья · b7 чёрный конь · b6 чёрный слон · c6 белый конь · e6 белый ферзь · f6 белая пешка · a5 чёрный конь · g5 чёрная ладья · h5 чёрная пешка · f4 чёрный король · h4 белый слон · b3 белый конь · h3 белая пешка · d2 белая пешка · e2 белый слон · b1 чёрный слон | a8 белый король · e8 белая ладья · b7 чёрный конь · b6 чёрный слон · c6 белый конь · e6 белый ферзь · f6 белая пешка · a5 чёрный конь · g5 чёрная ладья · h5 чёрная пешка · f4 чёрный король · h4 белый слон · b3 белый конь · h3 белая пешка · d2 белая пешка · e2 белый слон · b1 чёрный слон | a8 белый король · e8 белая ладья · b7 чёрный конь · b6 чёрный слон · c6 белый конь · e6 белый ферзь · f6 белая пешка · a5 чёрный конь · g5 чёрная ладья · h5 чёрная пешка · f4 чёрный король · h4 белый слон · b3 белый конь · h3 белая пешка · d2 белая пешка · e2 белый слон · b1 чёрный слон | a8 белый король · e8 белая ладья · b7 чёрный конь · b6 чёрный слон · c6 белый конь · e6 белый ферзь · f6 белая пешка · a5 чёрный конь · g5 чёрная ладья · h5 чёрная пешка · f4 чёрный король · h4 белый слон · b3 белый конь · h3 белая пешка · d2 белая пешка · e2 белый слон · b1 чёрный слон | a8 белый король · e8 белая ладья · b7 чёрный конь · b6 чёрный слон · c6 белый конь · e6 белый ферзь · f6 белая пешка · a5 чёрный конь · g5 чёрная ладья · h5 чёрная пешка · f4 чёрный король · h4 белый слон · b3 белый конь · h3 белая пешка · d2 белая пешка · e2 белый слон · b1 чёрный слон | a8 белый король · e8 белая ладья · b7 чёрный конь · b6 чёрный слон · c6 белый конь · e6 белый ферзь · f6 белая пешка · a5 чёрный конь · g5 чёрная ладья · h5 чёрная пешка · f4 чёрный король · h4 белый слон · b3 белый конь · h3 белая пешка · d2 белая пешка · e2 белый слон · b1 чёрный слон | a8 белый король · e8 белая ладья · b7 чёрный конь · b6 чёрный слон · c6 белый конь · e6 белый ферзь · f6 белая пешка · a5 чёрный конь · g5 чёрная ладья · h5 чёрная пешка · f4 чёрный король · h4 белый слон · b3 белый конь · h3 белая пешка · d2 белая пешка · e2 белый слон · b1 чёрный слон | 6 |
| 5 | a8 белый король · e8 белая ладья · b7 чёрный конь · b6 чёрный слон · c6 белый конь · e6 белый ферзь · f6 белая пешка · a5 чёрный конь · g5 чёрная ладья · h5 чёрная пешка · f4 чёрный король · h4 белый слон · b3 белый конь · h3 белая пешка · d2 белая пешка · e2 белый слон · b1 чёрный слон | a8 белый король · e8 белая ладья · b7 чёрный конь · b6 чёрный слон · c6 белый конь · e6 белый ферзь · f6 белая пешка · a5 чёрный конь · g5 чёрная ладья · h5 чёрная пешка · f4 чёрный король · h4 белый слон · b3 белый конь · h3 белая пешка · d2 белая пешка · e2 белый слон · b1 чёрный слон | a8 белый король · e8 белая ладья · b7 чёрный конь · b6 чёрный слон · c6 белый конь · e6 белый ферзь · f6 белая пешка · a5 чёрный конь · g5 чёрная ладья · h5 чёрная пешка · f4 чёрный король · h4 белый слон · b3 белый конь · h3 белая пешка · d2 белая пешка · e2 белый слон · b1 чёрный слон | a8 белый король · e8 белая ладья · b7 чёрный конь · b6 чёрный слон · c6 белый конь · e6 белый ферзь · f6 белая пешка · a5 чёрный конь · g5 чёрная ладья · h5 чёрная пешка · f4 чёрный король · h4 белый слон · b3 белый конь · h3 белая пешка · d2 белая пешка · e2 белый слон · b1 чёрный слон | a8 белый король · e8 белая ладья · b7 чёрный конь · b6 чёрный слон · c6 белый конь · e6 белый ферзь · f6 белая пешка · a5 чёрный конь · g5 чёрная ладья · h5 чёрная пешка · f4 чёрный король · h4 белый слон · b3 белый конь · h3 белая пешка · d2 белая пешка · e2 белый слон · b1 чёрный слон | a8 белый король · e8 белая ладья · b7 чёрный конь · b6 чёрный слон · c6 белый конь · e6 белый ферзь · f6 белая пешка · a5 чёрный конь · g5 чёрная ладья · h5 чёрная пешка · f4 чёрный король · h4 белый слон · b3 белый конь · h3 белая пешка · d2 белая пешка · e2 белый слон · b1 чёрный слон | a8 белый король · e8 белая ладья · b7 чёрный конь · b6 чёрный слон · c6 белый конь · e6 белый ферзь · f6 белая пешка · a5 чёрный конь · g5 чёрная ладья · h5 чёрная пешка · f4 чёрный король · h4 белый слон · b3 белый конь · h3 белая пешка · d2 белая пешка · e2 белый слон · b1 чёрный слон | a8 белый король · e8 белая ладья · b7 чёрный конь · b6 чёрный слон · c6 белый конь · e6 белый ферзь · f6 белая пешка · a5 чёрный конь · g5 чёрная ладья · h5 чёрная пешка · f4 чёрный король · h4 белый слон · b3 белый конь · h3 белая пешка · d2 белая пешка · e2 белый слон · b1 чёрный слон | 5 |
| 4 | a8 белый король · e8 белая ладья · b7 чёрный конь · b6 чёрный слон · c6 белый конь · e6 белый ферзь · f6 белая пешка · a5 чёрный конь · g5 чёрная ладья · h5 чёрная пешка · f4 чёрный король · h4 белый слон · b3 белый конь · h3 белая пешка · d2 белая пешка · e2 белый слон · b1 чёрный слон | a8 белый король · e8 белая ладья · b7 чёрный конь · b6 чёрный слон · c6 белый конь · e6 белый ферзь · f6 белая пешка · a5 чёрный конь · g5 чёрная ладья · h5 чёрная пешка · f4 чёрный король · h4 белый слон · b3 белый конь · h3 белая пешка · d2 белая пешка · e2 белый слон · b1 чёрный слон | a8 белый король · e8 белая ладья · b7 чёрный конь · b6 чёрный слон · c6 белый конь · e6 белый ферзь · f6 белая пешка · a5 чёрный конь · g5 чёрная ладья · h5 чёрная пешка · f4 чёрный король · h4 белый слон · b3 белый конь · h3 белая пешка · d2 белая пешка · e2 белый слон · b1 чёрный слон | a8 белый король · e8 белая ладья · b7 чёрный конь · b6 чёрный слон · c6 белый конь · e6 белый ферзь · f6 белая пешка · a5 чёрный конь · g5 чёрная ладья · h5 чёрная пешка · f4 чёрный король · h4 белый слон · b3 белый конь · h3 белая пешка · d2 белая пешка · e2 белый слон · b1 чёрный слон | a8 белый король · e8 белая ладья · b7 чёрный конь · b6 чёрный слон · c6 белый конь · e6 белый ферзь · f6 белая пешка · a5 чёрный конь · g5 чёрная ладья · h5 чёрная пешка · f4 чёрный король · h4 белый слон · b3 белый конь · h3 белая пешка · d2 белая пешка · e2 белый слон · b1 чёрный слон | a8 белый король · e8 белая ладья · b7 чёрный конь · b6 чёрный слон · c6 белый конь · e6 белый ферзь · f6 белая пешка · a5 чёрный конь · g5 чёрная ладья · h5 чёрная пешка · f4 чёрный король · h4 белый слон · b3 белый конь · h3 белая пешка · d2 белая пешка · e2 белый слон · b1 чёрный слон | a8 белый король · e8 белая ладья · b7 чёрный конь · b6 чёрный слон · c6 белый конь · e6 белый ферзь · f6 белая пешка · a5 чёрный конь · g5 чёрная ладья · h5 чёрная пешка · f4 чёрный король · h4 белый слон · b3 белый конь · h3 белая пешка · d2 белая пешка · e2 белый слон · b1 чёрный слон | a8 белый король · e8 белая ладья · b7 чёрный конь · b6 чёрный слон · c6 белый конь · e6 белый ферзь · f6 белая пешка · a5 чёрный конь · g5 чёрная ладья · h5 чёрная пешка · f4 чёрный король · h4 белый слон · b3 белый конь · h3 белая пешка · d2 белая пешка · e2 белый слон · b1 чёрный слон | 4 |
| 3 | a8 белый король · e8 белая ладья · b7 чёрный конь · b6 чёрный слон · c6 белый конь · e6 белый ферзь · f6 белая пешка · a5 чёрный конь · g5 чёрная ладья · h5 чёрная пешка · f4 чёрный король · h4 белый слон · b3 белый конь · h3 белая пешка · d2 белая пешка · e2 белый слон · b1 чёрный слон | a8 белый король · e8 белая ладья · b7 чёрный конь · b6 чёрный слон · c6 белый конь · e6 белый ферзь · f6 белая пешка · a5 чёрный конь · g5 чёрная ладья · h5 чёрная пешка · f4 чёрный король · h4 белый слон · b3 белый конь · h3 белая пешка · d2 белая пешка · e2 белый слон · b1 чёрный слон | a8 белый король · e8 белая ладья · b7 чёрный конь · b6 чёрный слон · c6 белый конь · e6 белый ферзь · f6 белая пешка · a5 чёрный конь · g5 чёрная ладья · h5 чёрная пешка · f4 чёрный король · h4 белый слон · b3 белый конь · h3 белая пешка · d2 белая пешка · e2 белый слон · b1 чёрный слон | a8 белый король · e8 белая ладья · b7 чёрный конь · b6 чёрный слон · c6 белый конь · e6 белый ферзь · f6 белая пешка · a5 чёрный конь · g5 чёрная ладья · h5 чёрная пешка · f4 чёрный король · h4 белый слон · b3 белый конь · h3 белая пешка · d2 белая пешка · e2 белый слон · b1 чёрный слон | a8 белый король · e8 белая ладья · b7 чёрный конь · b6 чёрный слон · c6 белый конь · e6 белый ферзь · f6 белая пешка · a5 чёрный конь · g5 чёрная ладья · h5 чёрная пешка · f4 чёрный король · h4 белый слон · b3 белый конь · h3 белая пешка · d2 белая пешка · e2 белый слон · b1 чёрный слон | a8 белый король · e8 белая ладья · b7 чёрный конь · b6 чёрный слон · c6 белый конь · e6 белый ферзь · f6 белая пешка · a5 чёрный конь · g5 чёрная ладья · h5 чёрная пешка · f4 чёрный король · h4 белый слон · b3 белый конь · h3 белая пешка · d2 белая пешка · e2 белый слон · b1 чёрный слон | a8 белый король · e8 белая ладья · b7 чёрный конь · b6 чёрный слон · c6 белый конь · e6 белый ферзь · f6 белая пешка · a5 чёрный конь · g5 чёрная ладья · h5 чёрная пешка · f4 чёрный король · h4 белый слон · b3 белый конь · h3 белая пешка · d2 белая пешка · e2 белый слон · b1 чёрный слон | a8 белый король · e8 белая ладья · b7 чёрный конь · b6 чёрный слон · c6 белый конь · e6 белый ферзь · f6 белая пешка · a5 чёрный конь · g5 чёрная ладья · h5 чёрная пешка · f4 чёрный король · h4 белый слон · b3 белый конь · h3 белая пешка · d2 белая пешка · e2 белый слон · b1 чёрный слон | 3 |
| 2 | a8 белый король · e8 белая ладья · b7 чёрный конь · b6 чёрный слон · c6 белый конь · e6 белый ферзь · f6 белая пешка · a5 чёрный конь · g5 чёрная ладья · h5 чёрная пешка · f4 чёрный король · h4 белый слон · b3 белый конь · h3 белая пешка · d2 белая пешка · e2 белый слон · b1 чёрный слон | a8 белый король · e8 белая ладья · b7 чёрный конь · b6 чёрный слон · c6 белый конь · e6 белый ферзь · f6 белая пешка · a5 чёрный конь · g5 чёрная ладья · h5 чёрная пешка · f4 чёрный король · h4 белый слон · b3 белый конь · h3 белая пешка · d2 белая пешка · e2 белый слон · b1 чёрный слон | a8 белый король · e8 белая ладья · b7 чёрный конь · b6 чёрный слон · c6 белый конь · e6 белый ферзь · f6 белая пешка · a5 чёрный конь · g5 чёрная ладья · h5 чёрная пешка · f4 чёрный король · h4 белый слон · b3 белый конь · h3 белая пешка · d2 белая пешка · e2 белый слон · b1 чёрный слон | a8 белый король · e8 белая ладья · b7 чёрный конь · b6 чёрный слон · c6 белый конь · e6 белый ферзь · f6 белая пешка · a5 чёрный конь · g5 чёрная ладья · h5 чёрная пешка · f4 чёрный король · h4 белый слон · b3 белый конь · h3 белая пешка · d2 белая пешка · e2 белый слон · b1 чёрный слон | a8 белый король · e8 белая ладья · b7 чёрный конь · b6 чёрный слон · c6 белый конь · e6 белый ферзь · f6 белая пешка · a5 чёрный конь · g5 чёрная ладья · h5 чёрная пешка · f4 чёрный король · h4 белый слон · b3 белый конь · h3 белая пешка · d2 белая пешка · e2 белый слон · b1 чёрный слон | a8 белый король · e8 белая ладья · b7 чёрный конь · b6 чёрный слон · c6 белый конь · e6 белый ферзь · f6 белая пешка · a5 чёрный конь · g5 чёрная ладья · h5 чёрная пешка · f4 чёрный король · h4 белый слон · b3 белый конь · h3 белая пешка · d2 белая пешка · e2 белый слон · b1 чёрный слон | a8 белый король · e8 белая ладья · b7 чёрный конь · b6 чёрный слон · c6 белый конь · e6 белый ферзь · f6 белая пешка · a5 чёрный конь · g5 чёрная ладья · h5 чёрная пешка · f4 чёрный король · h4 белый слон · b3 белый конь · h3 белая пешка · d2 белая пешка · e2 белый слон · b1 чёрный слон | a8 белый король · e8 белая ладья · b7 чёрный конь · b6 чёрный слон · c6 белый конь · e6 белый ферзь · f6 белая пешка · a5 чёрный конь · g5 чёрная ладья · h5 чёрная пешка · f4 чёрный король · h4 белый слон · b3 белый конь · h3 белая пешка · d2 белая пешка · e2 белый слон · b1 чёрный слон | 2 |
| 1 | a8 белый король · e8 белая ладья · b7 чёрный конь · b6 чёрный слон · c6 белый конь · e6 белый ферзь · f6 белая пешка · a5 чёрный конь · g5 чёрная ладья · h5 чёрная пешка · f4 чёрный король · h4 белый слон · b3 белый конь · h3 белая пешка · d2 белая пешка · e2 белый слон · b1 чёрный слон | a8 белый король · e8 белая ладья · b7 чёрный конь · b6 чёрный слон · c6 белый конь · e6 белый ферзь · f6 белая пешка · a5 чёрный конь · g5 чёрная ладья · h5 чёрная пешка · f4 чёрный король · h4 белый слон · b3 белый конь · h3 белая пешка · d2 белая пешка · e2 белый слон · b1 чёрный слон | a8 белый король · e8 белая ладья · b7 чёрный конь · b6 чёрный слон · c6 белый конь · e6 белый ферзь · f6 белая пешка · a5 чёрный конь · g5 чёрная ладья · h5 чёрная пешка · f4 чёрный король · h4 белый слон · b3 белый конь · h3 белая пешка · d2 белая пешка · e2 белый слон · b1 чёрный слон | a8 белый король · e8 белая ладья · b7 чёрный конь · b6 чёрный слон · c6 белый конь · e6 белый ферзь · f6 белая пешка · a5 чёрный конь · g5 чёрная ладья · h5 чёрная пешка · f4 чёрный король · h4 белый слон · b3 белый конь · h3 белая пешка · d2 белая пешка · e2 белый слон · b1 чёрный слон | a8 белый король · e8 белая ладья · b7 чёрный конь · b6 чёрный слон · c6 белый конь · e6 белый ферзь · f6 белая пешка · a5 чёрный конь · g5 чёрная ладья · h5 чёрная пешка · f4 чёрный король · h4 белый слон · b3 белый конь · h3 белая пешка · d2 белая пешка · e2 белый слон · b1 чёрный слон | a8 белый король · e8 белая ладья · b7 чёрный конь · b6 чёрный слон · c6 белый конь · e6 белый ферзь · f6 белая пешка · a5 чёрный конь · g5 чёрная ладья · h5 чёрная пешка · f4 чёрный король · h4 белый слон · b3 белый конь · h3 белая пешка · d2 белая пешка · e2 белый слон · b1 чёрный слон | a8 белый король · e8 белая ладья · b7 чёрный конь · b6 чёрный слон · c6 белый конь · e6 белый ферзь · f6 белая пешка · a5 чёрный конь · g5 чёрная ладья · h5 чёрная пешка · f4 чёрный король · h4 белый слон · b3 белый конь · h3 белая пешка · d2 белая пешка · e2 белый слон · b1 чёрный слон | a8 белый король · e8 белая ладья · b7 чёрный конь · b6 чёрный слон · c6 белый конь · e6 белый ферзь · f6 белая пешка · a5 чёрный конь · g5 чёрная ладья · h5 чёрная пешка · f4 чёрный король · h4 белый слон · b3 белый конь · h3 белая пешка · d2 белая пешка · e2 белый слон · b1 чёрный слон | 1 |
|   | a | b | c | d | e | f | g | h |   |

1.Ке7! с угрозой 2.Фf5+! Л:f5 3.Kg6X или 2. ... С:f5 3.Kd5X, 

1. ... Ch7! (антикритичный ход, являющийся критическим для новой комбинации Новотного) 2.Kf5! Л:f5 3.Фе4Х или 2. ... С:f5 3.Фе5Х, 

1. ... Лb5! 2.Кс5! Л:с5 3.Фе3X или 2.С:с5 3.Kd5X — 3 перекрытия Новотного.

## Книги
- Избрани шахматни задачи, София, 1982.